# Nebbia Plebeo
Nebbia Plebeo sau „Cetatea plebeilor” a fost o cetate pe Muntele Sacru în care s-au așezat plebeii. Cetatea și locuitorii ei erau conduși de un tribun, funcție a plebeilor.